# کامپوزیشن ب

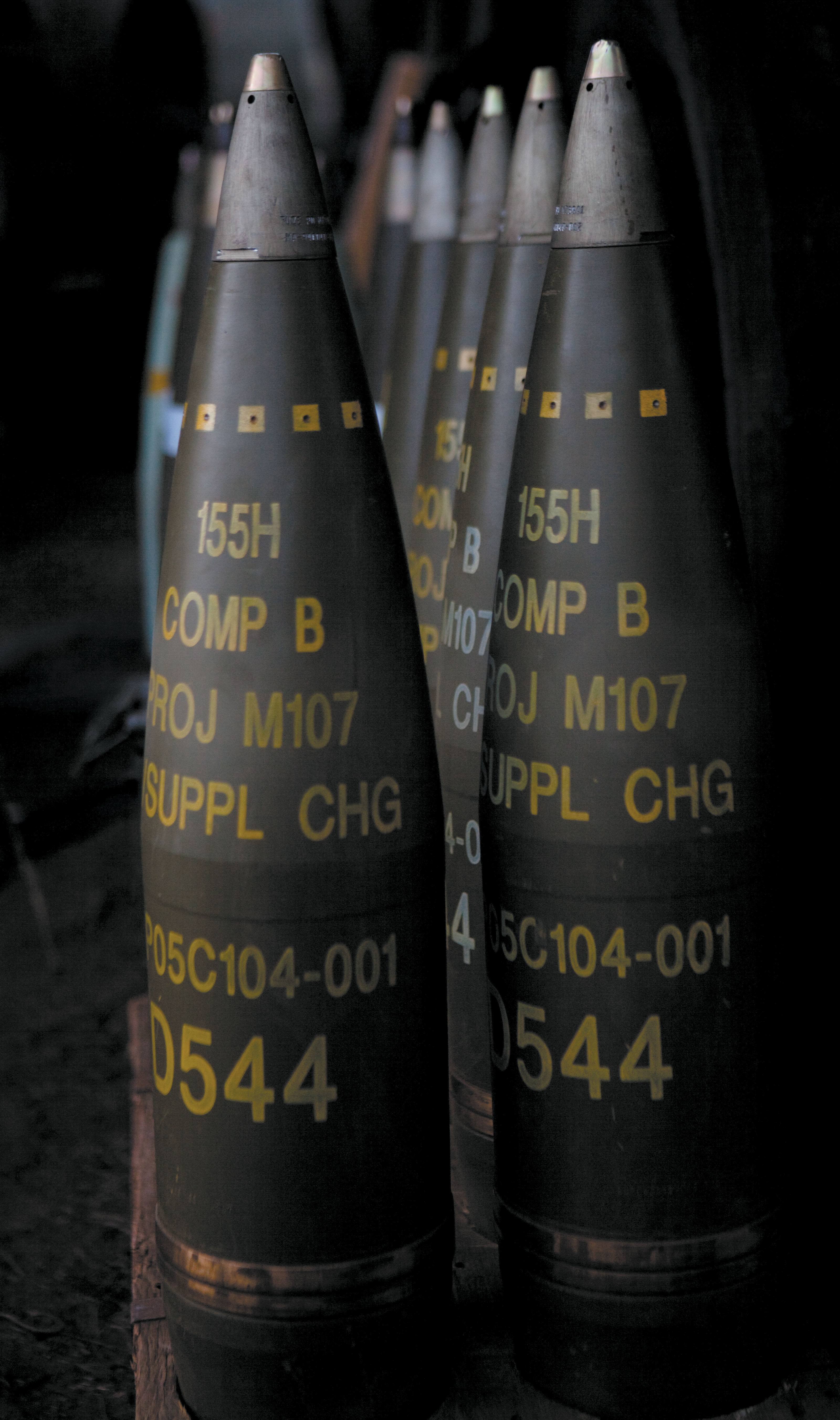
بمب M107. همگی دارای لیبل هستند که نشان می‌دهد از «کامپوزیت ب» پر شده‌اند.

کامپوزیشن ب یا کامپوزیت ب (به انگلیسی: Composition B) که Comp B نیز خوانده می‌شود، ماده منفجره ای است که از ترکیب دو ماده منفجره تی‌ان‌تی و RDX بدست می‌آید. درصد ترکیب استاندارد این دو ماده برابر ۵۹٫۹٪ آر دی ایکس و ۳۹٫۴٪ تی ان تی است که با یک درصد موم برای کاهش حساسیت ترکیب می‌شود.
«کامپوزیت ب» از آغاز جنگ جهانی دوم تا اوائل دهه ۱۹۹۰ در نیروی زمینی آمریکا و بسیاری از کشورهای غربی به گونه گسترده‌ای به کار می‌رفت. کامپوزیت ب ماده استاندارد فیوزها در مین‌های زمینی، موشک‌ها و نارنجک‌ها و گلوله‌های توپ می‌باشد. با ساخته شدن مواد منفجره دارای حساسیت کمتر از کاربرد کامپوزیت ب تا اندازه بسیاری کاسته شد.
کامپوزیت ب لنز انفجاری نخستین بمب‌های اتمی ساخته‌شده به وسیله ایالات متحده نیز بود. از جمله می‌توان به بمب آزمایش ترینیتی و بمب پرتاب‌شده بر روی ناکازاکی نام برد.

## ویژگی‌ها
- چگالی: ۱٫۶۵ گرم در سانتیمتر مکعب
- سرعت انفجار: ۸٫۰۵ متر در ثانیه

## کاربرد
کامپوزیت ب در مهمات کشورهای غربی کاربرد بسیار فراوانی داشت و از اوایل جنگ جهانی دوم تا دهه ۱۹۵۰ ماده اصلی پر کننده مهمات بود تا اینکه با ترکیبات غیرحساس تری مانند کامپوزیت اچ۶ جایگزین شد.